# Segreti Sei
Segreti Sei è il nome di quattro diversi gruppi di personaggi immaginari dei fumetti editi dalla DC Comics. Ogni squadra è costituita da sei membri, guidati da una figura misteriosa di nome Mockingbird, che afferma di essere lui stesso un membro del gruppo.
Questa squadra dei fumetti non è correlata né al film del 1931 The Secret Six, né al gruppo reale di abolizionisti radicali che aiutarono l'attivista della Guerra di secessione americana John Brown.

## Storia editoriale

### Segreti Sei originali
I Segreti Sei comparvero per la prima volta durante la Silver Age dei fumetti nella prima serie di sette numeri dedicato alla squadra, Secret Six (maggio 1968 - maggio 1969).
Insolitamente, il primo numero della serie cominciò dalla copertina, e continuò nella pagina 1 subito dietro. Questa squadra particolare composta di agenti segreti consistette di August Durant, Lili De Neuve, Carlo Di Rienzi, Tiger Force, Crimson Dawn e King Savage.
Creati dallo scrittore E. Nelson Bridwell e dall'artista Frank Springer, la serie cessò la pubblicazione con l'identità ancora non rivelata di Mockinbird. I primi due numeri furono ristampati in The Brave and The Bold n. 117 e 120 (marzo e luglio 1975).

### Rinascita dei Segreti Sei
Lo scrittore Mark Pasco e l'artista Dan Spiegel introdussero una nuova versione della squadra in una comparsa di otto pagine nel fumetto di Action Comics Weekly n. 601 (24 maggio 1988).
Qui si rivelò l'identità di Mockingbird, e cioè il membro Durant, che riunì la prima squadra dopo cinque anni e, nel frattempo, assemblò una nuova squadra consistente di Mitch Hoberman, Ladonna Jameal, Tony Mantegna, Luke McKendrick, Vic Sommers e la Dtt.ssa Maria Verdugo. Il numero seguente vide la prima squadra, compreso Durant, morire. La comparsa di questa squadra durò fino ad Action Comics Weekly n. 612 (9 agosto 1988), dove Di Rienzi succedette a Durant nel ruolo di Mockingbird.
Una seconda storia di questa squadra, dello scrittore Pasco e dello scrittore originale della Silver Age Springer, venne pubblicata in Action Comics Weekly nn. da 619 a 630 (27 settembre - 13 dicembre 1988). Di Rienzi morì, e suo figlio Rafael scomparve tra indizi vari che suggerivano il suo ruolo come terzo Mockinbird.

### I criminali Segreti Sei
La versione successiva della squadra venne introdotta in Villains United n. 1 (luglio 2005). A differenza delle versioni precedenti della squadra, i nuovi Segreti Sei consistettero prevalentemente di criminali che venivano mandati in missioni di dubbia moralità e spesso risultanti nella morte di parecchie persone. Il gruppo consistette dei personaggi preesistenti della DC Catman, Deadshot e Cheshire, e i nuovi Ragdoll, Scandal Savage e un Parademone. Un altro membro, il Violinista, fu ucciso da Deadshot su ordine di Mockingbird. Successivamente, venne ucciso anche il Parademone, e Cheshire tradì il gruppo a favore della Società, solo per ritrovarsi colpita da un proiettile sparatole da Deathstroke, che non si fidava di lei perché era una traditrice (successivamente, Cheshire si dimostrò ancora in vita e meditante vendetta). Il Mockingbird di questa versione della squadra si rivelerà infine essere Lex Luthor.
Nella serie limitata del 2006 Secret Six (scritta da Gail Simone con illustrazioni di Brad Walker e Jimmy Palmiotti), Knockout, che si rivelò essere la talpa infiltrata nella Società segreta dei supercriminali in Villains United, si unì ufficialmente alla squadra solo per stare vicino alla sua amante, Scandal Savage. Alla fine del n. 1, Catman chiese al Cappellaio Matto di essere il sesto membro del gruppo. Mentre Catman s'incontrava col Cappellaio Matto, Dottor Psycho orchestrò una serie di attacchi designati a spazzare via i Sei. Il Cappellaio fu letteralmente buttato fuori dalla squadra da Ragdoll, che disse che un eccentrico burlone nella squadra era più che sufficiente. Il suo rimpiazzo fu Harley Quinn che presto però se ne andò.
Nei nn. da 104 a 108 di Birds of Prey, i Segreti Sei si scontrarono coi Birds of Prey di Oracolo in Russia, per l'anima di Tora (Ice). Da quel momento, con l'uscita di Harley Quinn dal gruppo, la squadra si sciolse. Successivamente, in Birds of Prey n. 109, Knockout fu attaccata e uccisa dallo stesso assassino che stava cacciando i Nuovi Dei e uccidendoli, uno dopo l'altro. Precedentemente in questo numero, Knockout commentò che Catman stava diventando più morbido, mentre Deadshot fece ritorno alla Suicide Squad. Harley Quinn venne riformata in Countdown n. 43. Scandal Savage, Ragdoll e Catman furono poi visti in Salvation Run.

### Rilancio
La DC lanciò una nuova serie dei Segreti Sei nel settembre del 2008, riunendo Catman, Deadshot, Scandal, Ragdoll e aggiungendo Bane (suggerito da Gail Simone come "uno dei più grandi nemici di Batman") e un personaggio originale di nome Jeannette, che comparve nel terzo numero. I Sei furono assunti per ritrovare Tarantula dall'Isola di Alcatraz, e ritrovare una carta che lei rubò da Junior, una criminale misteriosa che si presumeva stesse attraversando l'intera costa ovest degli Stati Uniti braccata dalla mafia. Questa Junior poteva far arrivare l'intera comunità criminale alle sue spalle con un cenno, e tutti avevano paura di lei, compresi gli ospiti del Manicomio di Arkham. I Sei vennero a sapere che la carta in questione era stata creata da Neron, e diceva "Esci Gratis dall'Inferno". Presto, i Sei furono attaccati da una piccola armata di super criminali, tutti con l'intenzione di accaparrarsi quella carta e ricevere il premio di 20 milioni di dollari per ognuno dei Sei, sotto l'ordine di Junior, che catturò e torturò Bane, i cui forti principii e le convinzioni morali si accoppiavano con la sua predilezione paterna nei confronti di Scandal e gli impedivano di tradire la squadra. Si scoprì successivamente che Junior era di fatto la sorella di Ragdoll e figlia del Ragdoll originale. Aveva l'aspetto fantasma di un vecchio clown, con la pelle tagliata e gli occhi sempre aperti per dare l'impressione del pagliaccio. I Sei fuggirono, e si diressero a Gotham, dove sembrarono essere traditi da Deadshot e lasciati nelle mani di Tarantula. I Sei vollero rincorrere Deadshot, solo per finire attaccati da Junior e dai super criminali, e dal Cappellaio Matto, che si rivelò colui che li assunse, così sarebbero stati semplicemente uccisi. Tarantula si sacrificò spingendo sé stessa e Junior nel mezzo dell'attacco combinato dei super criminali, distruggendo così anche la carta. Tuttavia, si vide successivamente che si trovava in possesso di Scandal.
Anche se la versione corrente dei membri della squadra è tecnicamente composta da criminali, la maggior parte di essi viene trattata simpaticamente e sarebbero una specie di eroi, se solo nella squadra non s'incontrassero esseri malvagi e assetati di sangue.
Nella nuova storia che cominciò col n. 10 dal titolo Depths, i Sei furono assunti da un criminale di nome Mr. Smyth, un commerciante di schiavi. Egli stava costruendo quella che sperava diventasse la più grande e forse l'unica prigione al mondo. Tenne persino l'amazzone Artemide prigioniera. Jeannette riuscì a liberarsi solo per incontrare l'ostilità da parte del gruppo, i cui membri nel mezzo della battaglia vennero interrotti da Wonder Woman. I Sei si ribellarono a uno a uno verso Smyth e liberarono tutti gli schiavi che possedeva sulla Devil's Island, terminando con l'uccisione di Smyth a sangue freddo da parte di Deadshot. Deluso nel ripetuto tentativo fallito di progredire le missioni della squadra a cui si unì, Bane decise di divenire il leader del gruppo con l'approvazione di metà della squadra. La sua prima direttiva fu di rimuovere Scandal come membro del gruppo, e rimpiazzarla con Black Alice. Dopo che Catman fuggì per trovare l'assassino di suo figlio, venne seguito da Ragdoll, Alice, Deadshot e Scandal. Bane e Jeannette li rimpiazzarono con Re Squalo, Dwarfstar, Lady Vic e Giganta.
John Ostrander ritornò come scrittore ospite della serie in Secret Six n. 15 (gennaio 2010), per la reintroduzione di Deadshot, e ancora nel n. 23 (settembre 2010), con una versione super potente presa da "The Most Dangerous Game".

## Formazioni
Ogni gruppo ha sei membri, guidati dalla misteriosa figura di nome Mockingbird, che in ogni formazione afferma di essere uno dei componenti della squadra.

### Prima squadra (1968-1969)
- August Durant
- Lili de Neuve
- Carlo di Rienzi
- Tiger Force (Mike Tempest)
- Crimson Dawn (Kit Dawn or Kim Dawn)
- King Savage

### Seconda squadra (1988-1989)
- August Durant
- Mitch Hoberman
- Ladonna Jameal
- Tony Mantegna
- Luke McKendrick
- Vic Sommers
- Maria Verdugo

### Terza squadra (2005-2011)
- Bane
- Black Alice
- Catman
- Deadshot
- Ragdoll
- Scandal Savage
- Jeannette[13]

### Quarta squadra, the New 52 (2015-2016)
- Catman
- Black Alice
- Strix
- Ventriloquist (Shauna Belzer)
- Porcelain
- Big Shot

### Ex membri
- Cheshire
- Violinista
- Harley Quinn
- Knockout
- Cappellaio Matto
- Parademone

## Altre versioni

### Tangent Comics
Una versione dei Segreti Sei comparve nell'Universo alternativo filiale della DC di Tangent Comics, nell'auto conclusivo Secret Six n. 1 (dicembre 1997), dello scrittore Chuck Dixon e dell'artista Tom Grummett. Questa squadra consistette di Atomo (Adam Thompson), Flash, il Joker, lo Spettro (Taylor Pike), Plastic Man (Gunther Ganz) e Manhunter. Il gruppo comparve anche nel fumetto Tangent: Superman'Reign (2008).

## Edizioni in volume
Le storie furono raccolte in edizioni tascabili:
- Villains United (contiene serie limitate da 6numeri, 144 pagine, gennaio 2006, ISBN 1-4012-0838-X)
- Secret Six:
  - Six Degrees of Devastation (contiene serie limitate da 6numeri, 144 pagine, marzo 2008, ISBN 1-4012-1231-X)
  - Unhinged (contiene Secret Six n. da 1 a 7, 168 pagine, agosto 2009, ISBN 1-4012-2327-3)
  - Depths (contiene Secret Six n. da 8 a 14, 168 pagine, aprile 2010, ISBN 1-4012-2599-3)
  - Danse Macabre (contiene Secret Six n. da 15 a 18 & Suicide Squad n. 67, 128 pagine, ottobre 2010, ISBN 978-1-4012-2904-7)
- Birds of Prey: Dead of Winter (contiene Birds of Prey n. da 104 a 108, 128 pagine, marzo 2008, ISBN 1-4012-1641-2)